# Acuerdo de Karađorđevo
El Acuerdo de Karađorđevo fue un pacto secreto entre Franjo Tuđman, presidente de Croacia, y Slobodan Milošević, su homónimo de Serbia, para el reparto entre ambos países del territorio de Bosnia y Herzegovina, en el marco de las Guerras yugoslavas, al que llegaron tras sucesivas reuniones mantenidas durante 1991, al comienzo de la disolución de Yugoslavia. Aunque es plena la certeza de que la reunión se produjo, algunos especialistas dudan de que al final se alcanzase dicho acuerdo.
La idea general del acuerdo es que el líder serbio Milosevic y el croata Tudjman negociaron para repartirse Yugoslavia y dividirla en una Gran Serbia y una Gran Croacia respectivamente, en el que la peor parte se la llevaría Bosnia que sería repartida entre ambos. Los dos mandatarios sabían que la comunidad internacional no aceptaría que existiese sólo una "Gran Serbia" o una "Gran Croacia" sin su antagónico por el riesgo de desequilibrio regional que provocaría. Y además se necesitaban mutuamente como coartada.
Estas reuniones comenzaron ya en marzo de 1991. En ellas se trató la redistribución de los territorios de la ex República Socialista de Bosnia y Herzegovina entre Croacia y Serbia, en acuerdo a que los territorios a repartir tuvieran mayoría de población croata o serbia. En este reparto no se consultaba con el tercer y mayor grupo étnico de Bosnia y Herzegovina, los bosníacos.
Los primeros contactos tuvieron lugar en la localidad de Karađorđevo, en la provincia serbia de Vojvodina, y por ello este pacto es conocido como Acuerdo de Karađorđevo.
En 2010, el presidente serbio Boris Tadić admitió el pacto tras una reunión con su homólogo croata Ivo Josipović, al manifestar: "en 1991 se celebró un encuentro histórico de los líderes de Serbia y Croacia, pero aquella vez se trataba de cómo repartir a Bosnia y Herzegovina. Esta vez se trata de lo contrario".

## Contexto
Los primeros días de marzo de 1991 se sucedieron los enfrentamientos entre los independentistas croatas y las fuerzas federales del Ejército Popular Yugoslavo. El 9 de marzo, el ejército federal se apresuró a defender el Gobierno de Slobodan Milošević contra de las protestas políticas y disturbios en Belgrado. Estos eventos produjeron un encuentro entre Milosevic y el presidente croata, Franjo Tudjman en la localidad serbia de Karađorđevo. Ningún representante bosnio participó en estas conversaciones, que se celebraron de forma bilateral entre  serbios y croatas. En el proceso del Tribunal Penal Internacional para la ex Yugoslavia contra Milosevic se señaló como un hecho, que "El 25 de marzo de 1991, Slobodan Milošević y Franjo Tuđman se reunieron en Karađorđevo y discutieron la partición de Bosnia y Herzegovina entre Serbia y Croacia." Más tarde, en 1993, el político croata Slaven Letica recordó esta reunión, afirmando que "hubo varios mapas sobre la mesa. La idea era unificar los proyectos sobre Bosnia-Herzegovina, ya sea para dividirla en 10 o 15 [sub]unidades, o en tres estados semi-independientes." Tras Karađorđevo, Franjo Tudjman opinó que sería muy difícil para Bosnia poder sobrevivir, y que los croatas iban a hacerse cargo de zonas como Cazin, Velika Kladusa y Bihać.
Tuđman argumentó que Bosnia-Herzegovina debía formar parte de la unidad federal croata, porque estaba vinculada históricamente a Croacia. El líder croata no veía viable una Bosnia independiente como se muestra en sus comentarios a un equipo de televisión: "Bosnia fue una creación de la invasión otomana [...] Hasta entonces formaba parte de Croacia, o formaba el reino de Bosnia, que no era sino un reino católico, vinculado a Croacia." Desde el punto de vista de Tudjman, expresado una década antes de la reunión, Bosnia-Herzegovina "era más a menudo una fuente de nuevas divisiones entre la población serbia y la croata que un puente". Por otra parte, Tudjman señaló que desde una perspectiva étnica y lingüística la mayoría de los bosnios eran de origen croata. 
Una segunda reunión se celebró en Tikveš a finales de abril de 1991. Es posible que en estas reuniones Tudjman se convenciera de que Serbia aceptaría la partición de Bosnia y Herzegovina a lo largo de una frontera serbo-croata, concediendo a Croacia el territorio hasta la frontera de la antigua Banovina de Croacia  de 1939.
No obstante, después de las reuniones, Milošević, en un discurso en Belgrado, dio a conocer sus planes para la incorporación de un importante área de Croacia (la República Serbia de Krajina) en la nueva Yugoslavia, lo que chocaba frontalmente con las aspiraciones croatas y dio lugar al inicio de las hostilidades y el comienzo de la Guerra Croata de Independencia. Franjo Tuđman y el Gobierno de Croacia negaron siempre el acuerdo de Karađorđevo, afirmando que en 1991 los serbios controlaban todo el ejército yugoslavo y la rebelión de la minoría serbia en Croacia durante la guerra de independencia croata acababa de empezar. En este contexto, las reuniones han sido vistas desde algunos análisis  como un intento de Tudjman de evitar una confrontación directa contra el poderoso Ejército Popular Yugoslavo.
En el veredicto del proceso del TPIY contra el general croata Tihomir Blaškić, la sala concluyó que "Croacia, y más concretamente el expresidente Tuđman, tenían la esperanza de la partición de Bosnia y Herzegovina , y ejercieron un importante control sobre los croatas de Bosnia y, especialmente, el Consejo Croata de Defensa, lo que justifica hablar de un control general".

## Testimonios
Tras la muerte de Tuđman, algunos de los políticos croatas que trabajaron con él como el consejero Dušan Bilandzic y el posterior primer ministro de Croacia, Stjepan Mesić declararon que en la reunión se trató la división de Bosnia y Herzegovina, y que era el tema principal de los debates. Hrvoje Šarinić, emisario de Tudjman en los contactos con Milosevic, negó que hubiera existido un acuerdo formal. El ex primer ministro de la República Federativa Socialista, Ante Marković, también testificó y confirmó un acuerdo relativo a la dividisión de Bosnia y Herzegovina entre Serbia y Croacia. Según los testimonios de 28 políticos estadounidenses y británicos, como el embajador de EE. UU. en Yugoslavia, Warren Zimmermann y el diplomático Herbert Okun, la reunión tuvo como motivo la división de Bosnia y Herzegovina. Lord Paddy Ashdown también confirmó que la división de Bosnia y Herzegovina entre Croacia y Serbia era un objetivo preferente de Franjo Tuđman.

## Post-reunión
Después de la reunión en Karađorđevo, comenzó la Guerra Croata de Independencia, con los croatas y los serbios como  principales antagonistas. Después comenzó la Guerra de Bosnia, que duró hasta noviembre de 1995. Durante este tiempo el control del territorio de Bosnia y Herzegovina cambió de manos entre el gobierno musulmán bosnio, los serbobosnios y los bosniocroatas.

### El acuerdo de Graz
En este marco se produjo el acuerdo de Graz, un pacto firmado entre el líder de los serbios de Bosnia Radovan Karadžić, y el de los croatas Mate Boban, el 27 de abril de 1992 en la ciudad de Graz, Austria, durante un período en que las fuerzas serbias controlaban el 70% de Bosnia y Herzegovina. El tratado tenía la intención de limitar el conflicto entre serbios y croatas y ponerlos más cerca de la anexión definitiva del territorio bajo su respectivo control. Este acuerdo fue visto como una continuación del pacto de Karađorđevo. En medio de las posesiones serbias y croatas quedaría un pequeño "estado tapón" bosnio, el presidido por Alija Izetbegović. La sentencia del TPIY en el caso Blaškić sugiere un acuerdo en la reunión de Graz entre los dirigentes serbios y croatas de Bosnia, precedido por otro (el de Milošević y Tuđman) que ponía las bases sobre la partición de Bosnia y Herzegovina.

### Desenlace
La estructura interna de Bosnia y Herzegovina se discutió en la conferencia internacional de paz en Londres, y se decidió finalmente en los Acuerdos de Dayton, con algunas divisiones internas restantes, en particular la República Srpska.